# یازی‌بی‌دیل‌لی (بسنی)
یازی‌بی‌دیل‌لی (به ترکی استانبولی: Yazıbeydilli) یک منطقهٔ مسکونی در ترکیه است که در بسنی واقع شده‌است.